# Uno strano invito a pranzo
Uno strano invito a pranzo è un cortometraggio muto del 1911 interpretato da Giulietta De Riso. Non è nota la regia.